# Burak Azak
Burak Azak (* 28. März 1991 in İzmit, Kocaeli) ist ein türkischer Springreiter, der in Deutschland lebt.
Er reitet für das S International Equestrian Center Team der türkischen Millionärin Sevil Sabancı.
Azak trainierte bei Dietmar Gugler in Pfungstadt.

## Pferde (Auszug)
- SIEC Caro Ass (* 1998), dunkelbrauner Holsteiner-Hengst, Vater: Caretino, Muttervater: Landgraf
- SIEC Zappa WH (* 2004), brauner KWPN-Hengst, Vater: Sydney, Muttervater: Navarone
- SIEC Castelo Branco (* 2002), brauner BWP-Wallach, Vater: Orlando, Muttervater: Lys de Darmen, zuvor von Catherine van Roosbroeck, Gerry Flynn und Michael Whitaker geritten.
- SIEC Wanda Leva (* 2003), braune KWPN-Stute, Vater: Marlon, Muttervater: Amethist
- S.I.E.C. Royal Star (ehemals: Quick Diamond) (* 1998), brauner Oldenburger-Hengst, Vater: Quick Star, Muttervater: Jalisco B, bis Mai 2010 von Cameron Hanley geritten, danach von Azak, Hasan Şentürk und Sevil Sabancı

## Erfolge (Auszug)
- 2011: 2. Platz im Großen Preis von Wiener Neustadt (CSI**) mit Caro Ass[1]
- 2012: 1. Platz Diamond Tour in Magna Racino mit Caro Ass[2], 3. Platz im S-Springen im Rahmen der Baden Classics, 6. Platz im Großen Preis der Magna Racino Spring Tour